# Szlak Dookoła Lubina
 Szlak Dookoła Lubina – znakowany szlak turystyczny nizinny o długości 85,6 km, wytyczony przez Stowarzyszenie Turystyki Pieszej „Wędrowiec”. Szlak przebiega przez miejscowości położone wokół Lubina, oznaczony jest kolorem czerwonym.

## Przebieg szlaku
Na podstawie turystycznej mapy szlaku:
- 0,0 km Gorzyca
- 1,68 km Krzeczyn Mały
- 9,27 km Szklary Górne
- 18,14 km Pieszkowice, pod Ostrzycą
- 21,33 km Żelazny Most
- 25,26 km Rynarcice
- 33,05 km Mleczno
- 35,43 km Toszowice
- 44,62 km Dąbrowa Górna
- 49,04 km Ręszów
- 56,8 km Redlice
- 60,29 km Gogołowice
- 64,69 km Miłoradzice
- 67,69 km Raszowa
- 72,99 km Raszówka
- 81,02 km Stawy w Chróstniku
- 85,6 km Gorzyca